# Woodwardia × semicordata
Woodwardia × semicordata là một loài dương xỉ trong họ Blechnaceae. Loài này được Mickel & Beitel mô tả khoa học đầu tiên năm 1988.
Danh pháp khoa học của loài này chưa được làm sáng tỏ. 